# Petit Homme (téléfilm, 2005)
Pour les articles homonymes, voir Petit Homme.
Petit Homme est un téléfilm belge réalisé par Benoît d'Aubert, d'après le roman de Patrick Poivre d'Arvor. Il a été diffusé pour la première fois en Belgique le 23 novembre 2005. Il a ensuite été diffusé en Suisse le 6 janvier 2006 puis en France le 17 décembre 2007 sur TF1.

## Synopsis
Vincent a quitté Élisabeth, qui était enceinte de trois mois de Malo. Bourreau de travail, il ne souhaitait pas avoir d'enfant. Aujourd'hui, il ne voit son fils Malo, 8 ans, qu'un week-end sur deux. Un jour, ils ont un accident de voiture dont ils sortent indemnes. Vincent réalise alors qu'il ne connaît pas suffisamment Malo et décide de l'enlever.

## Fiche technique
- Réalisation :  Benoît d'Aubert
- Scénario : Isabel Sebastian, d'après le roman homonyme de Patrick Poivre d'Arvor
- Sociétés de production : Telfrance, RTL-TVi, BE-FILMS
- Pays d'origine :  Belgique
- Langue originale : français

## Distribution
- Maxence Perrin : Malo
- Stéphane Freiss : Vincent
- Micky Sébastian : Élisabeth
- Anne Caillon : Saveria
- Stéphane de Groodt : Grégoire
- Charlie Dupont : Nicolas
- Michel Scotto Di Carlo : Pietri
- Apolline Bouissières : Victoria
- Jean-Michel Vovk : Solinas
- Deborah Rouach : Francisca
- Micheline Hardy : Dorine
- Michel Guillou : le juge
- Tania Garbarski : Charlotte